# آنا ستيوارت (سيدة أعمال)
آنا ستيوارت (بالإنجليزية: Anna Stewart)‏ هي مسيرة أعمال وسيدة أعمال بريطانية، ولدت في مايو 1964، وتوفيت في 5 أكتوبر 2017.